# Subancistrocerus spinithorax
Subancistrocerus spinithorax är en stekelart som beskrevs av Giordani Soika 1995. Subancistrocerus spinithorax ingår i släktet Subancistrocerus och familjen Eumenidae. Inga underarter finns listade i Catalogue of Life.